# خوان مانويل سيروندولو
خوان مانويل سيروندولو (مواليد 15 نوفمبر 2001) هو لاعب تنس محترف أرجنتيني، أعلى تصنيف له في الفردي كان ال79 في يناير 2022.

## روابط خارجية
- خوان مانويل سيروندولو على موقع رابطة محترفي التنس (الإنجليزية)
- خوان مانويل سيروندولو على موقع الاتحاد الدولي لكرة المضرب (الإنجليزية)
- خوان مانويل سيروندولو على موقع خلاصة التنس.كوم (الإنجليزية)